# Boudinage

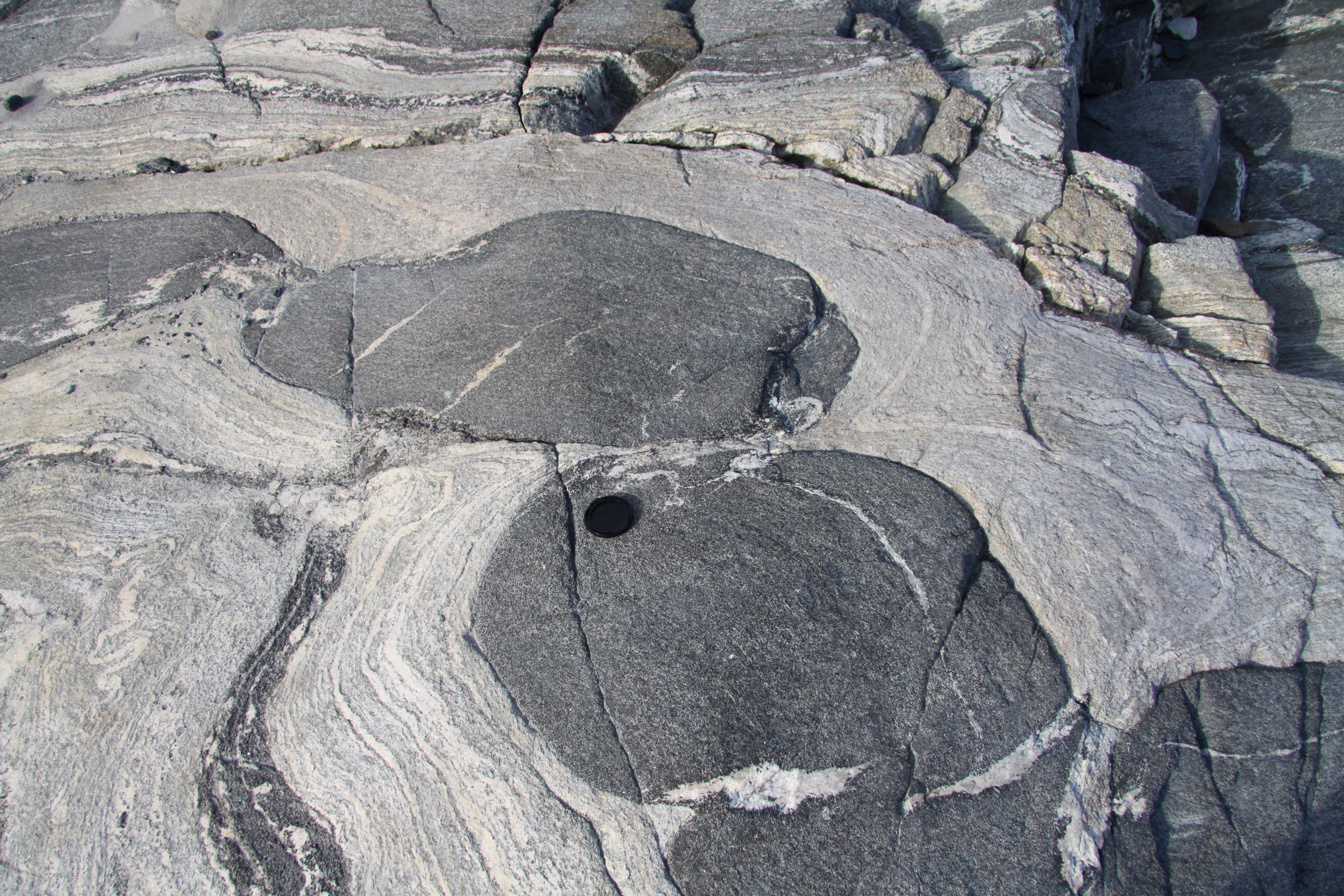
Boudinage a migmatites molt deformades.

El boudinage (del francès boudin, botifarra) és una estructura geològica menor d'origen tectònic que generalment presenta aspecte de salsitxes delimitades per lligats en la seva forma transversal —pot presentar-se, de vegades, en forma rectangular, lenticular o d'altres—, cadascuna de les quals s'anomena boudin. Es forma quan un cos tabular competent, més rígid que la roca que l'envolta, es deforma per estirament o aixafament, adaptant-se la roca més plàstica al contorn deformat. Poden formar-se a roques sedimentàries, ígnies o metamòrfiques, sempre que es donin les condicions d'estirament i diferència de ductilitat entre capes. En el procés de la deformació per aixafament es donen engruiximents i aprimaments locals, arribant a poder-se dividir les capes. En els casos d'estirament a zones de cisalla poden donar-se morfologies en «S», en forma de fitxes de dòmino, i d'altres.